# Харнер, Майкл
Майкл Харнер (27 апреля 1929 — 3 февраля 2018) — американский антрополог, в 1956—1957 г. принял участие в длительных полевых исследованиях в качестве антрополога на лесистых склонах Эквадорских Анд, где живут индейцы хиваро, или Унтсури Шуар. В то время среди хиваро было широко распространено шаманство — традиция, сохранившаяся и по сию пору. Он собрал богатый материал об их культуре, но проникнуть в мир шаманов в то время ему так и не удалось — он остался сторонним наблюдателем.
Спустя примерно 2 года Американский музей естественной истории пригласил Майкла поработать в годичной экспедиции на Амазонке, в Перу, чтобы изучить культуру индейцев конибо, живущих в бассейне реки Укаяли. Эти полевые работы продолжались с 1960 по 1961 г.
Случаи, происшедшие с Майклом, когда он жил среди индейцев конибо (Перу) и хиваро (Эквадор), подтолкнули его к пониманию шаманства в обеих этих культурах. О своем опыте он рассказывает в книге «Путь Шамана».
Впоследствии Харнер организовал в США Фонд Изучения Шаманизма. М. Харнер разработал вариант адаптированного обучения шаманским практикам.
В 1999 году М. Харнер посетил Москву и принял участие в международном конгрессе «Шаманизм и иные традиционные верования и практики», где не только выступил с научным докладом, но и провел шаманский практикум-тренинг.